# Mihkel Räim
Mihkel Räim (ur. 3 lipca 1993 w Kuressaare) – estoński kolarz szosowy.

## Osiągnięcia
Opracowano na podstawie:

2013
- 8. miejsce w Jurmala Grand Prix
- 1. miejsce na 5. etapie Baltic Chain Tour

2014
- 7. miejsce w Tour of Estonia

2015
- 1. miejsce na 1. i 3. etapie Grand Prix Chantal Biya

2016
- 3. miejsce w Tour of Estonia
- 3. miejsce w Grand Prix Cycliste de Saguenay
- 1. miejsce na 1. i 4. etapie Tour de Beauce
- 1. miejsce w mistrzostwach Estonii (start wspólny)
- 1. miejsce w Tour de Hongrie
  - 1. miejsce na 1. etapie

2017
- 1. miejsce na 1. etapie Tour d’Azerbaïdjan
- 5. miejsce w Tour of Estonia
- 4. miejsce w Okolo Slovenska
  - 1. miejsce na 1. etapie
- 1. miejsce na 4. etapie Colorado Classic
- 8. miejsce w Coppa Bernocchi

2018
- 1. miejsce na 2. etapie Vuelta a Castilla y León
- 1. miejsce na 4. etapie Tour of Japan
- 1. miejsce na 2. etapie Tour de Korea
- 2. miejsce w Rund um Köln
- 1. miejsce w mistrzostwach Estonii (start wspólny)
- 1. miejsce w Great War Remembrance Race

2019
- 1. miejsce w Tour of Estonia
  - 1. miejsce na 2. etapie

2020
- 1. miejsce na 1. etapie Tour of Antalya

2021
- 1. miejsce na 3. etapie Istarsko Proljeće
- 1. miejsce w Belgrad–Banja Luka
  - 1. miejsce na 4. etapie
- 1. miejsce w mistrzostwach Estonii (start wspólny)
- 1. miejsce na 3. etapie Dookoła Bułgarii

2022
- 1. miejsce w mistrzostwach Estonii (start wspólny)

## Rankingi
| Rok              | 2012 | 2013 | 2014 | 2015 | 2016 | 2017 | 2018 | 2019 | 2020 | 2021 | 2022 | 2023  | 2024  |
| ---------------- | ---- | ---- | ---- | ---- | ---- | ---- | ---- | ---- | ---- | ---- | ---- | ----- | ----- |
| World Ranking    |      |      |      |      | 232. | 303. | 196. | 205. | 686. | 218. | 471. | 1711. | 1218. |
| UCI Europe Tour  | 926. | 522. | 512. | 407. | 116. | 160. | 108. | 171. | 553. | 188. | 376. | -     | -     |
| UCI Asia Tour    | -    | -    | 353. | -    | -    | 475. | 131. |      |      |      |      |       |       |
| UCI America Tour | -    | -    | -    | 420. | 117. | 167. | -    |      |      |      |      |       |       |
| UCI Africa Tour  | -    | -    | -    | 72.  | -    | -    | -    |      |      |      |      |       |       |
|                  |      |      |      |      |      |      |      |      |      |      |      |       |       |
| Źródło: UCI      |      |      |      |      |      |      |      |      |      |      |      |       |       |